# Five Points (Karolina Północna)
Five Points – jednostka osadnicza w Stanach Zjednoczonych, w stanie Karolina Północna, w hrabstwie Hoke.